# Karmela Soprano
Karmela Soprano (engl. Carmela Soprano) je izmišljeni lik u američkoj televizijskoj seriji „Porodica Soprano“ (engl. The Sopranos) koji tumači glumica Idi Falko. Tvorac serije Dejvid Čejs, ujedno je i tvorac ovog lika. Karmela je žena glavnog lika serje, šefa najmoćnije mafijške porodice u Nju Džerziju, Tonija Soprana i ujedno je i najzastupljeniji ženski lik u seriji.

## O liku
Karmela jedina čerka Hjua i Meri De Anđelis. Svog budućeg muža je prvi put primetila u srednjoj školi, kada su ona i Toni bili dva različita sveta. Karmela je, za razliku od Tonija koji je bio nezainteresovan za školu, bila primeran učenik. I dok je ona uveliko razmišljala o koledžu, Toni je znao da je njegovu sudbina vezana za Nju Džerzi. I ako na prvi pogled potpuno različiti, njih dvoje su bili skoro pa savršeni jedno za drugo. Međutim, Karmela je bila upoznata sa gangsterskim životom i pre nego što se udala za Tonija. Naime, njen rođak je bio u mafiji a ubijen je ispred sopstvene kuće, pa nije ni čudo što se odlučila da odustane od školovanja da bi postala gospođa Soprano.
Karmela ima naizgled savršen život. Sa svojim mužem i njihovo dvoje dece, Medou i Entonijem Mlađim, živi u Nju Džerziju gde uživa u tituli prve dame grada, koja ima svojih prednosti kao što su velika i lepa kuća, skupoceni nakit i moć. Ali svakodnevni stres, nesuglasice koje ima sa svojim mužem, kao što su košenje načela njegove profesije sa načeilima njene vere, kao i činjenica da će jednog dana verovatno postati udovica teraju Karmelu na razmišljanje o razvodu. Ona jedno vreme počinje da gaji osećanja prema svom svešteniku, a kasnije i obostranu privlačnost prema Furiju Đunti, jednom od Tonijevih saradnika, koji da bi izbegao  neprilike, odlučuje da napusti posao i da se vrati u Italiju. U vreme kada su ona i Toni bili rastavljenji, Karmela je i imala i aferu sa nastavnikom svoga sina.
Uprkos svemu tome, ona ipak shvata da joj je bolje sa Tonijem, nego bez njega. Nakon što je Toni ranjen i njegov život doveden u pitanje, ona postaje još sigurnija u svoju odluku.

## Zanimljivosti
Uloga Karmele Soprano je prvobitno ponuđena glumici Lorejn Brako, koja ju je odbila i tražila ulogu dr Dženifer Melfi, za koju je mislila da će joj biti veći izazov.
Za svoju glumu u „Porodici Soprano“ Idi Falko je dobila i bila nominovana za veliki broj nagrada. Među značajnijim, izdvajaju se Emi nagrada za najbolju glavnu glumicu u televizijskoj drama seriji, koju je dobila 3 puta (nominovan 6 puta), kao i 2 Zlatna Globusa za najbolje izvođenje u televizijskoj drama seriji (nominovana 5 puta). Pored navedenih nagrada, osvojila je, i bila u konkurenciji za veliki broj manje poznatih nagrada (ukupno je nominovana 19 puta a dobila je 11 nagrada).

## Spoljašnje veze
- Porodica Soprano na zvaničnom sajtu televizije HBO (језик: енглески)
- Karmela Soprano Архивирано на веб-сајту  (11. децембар 2011) na IMDb (језик: енглески)